# Schaulager
Lo Schaulager, lo spazio espositivo costruito su incarico della Fondazione Laurenz dal celebre studio di architettura Herzog & de Meuron, è stato aperto nel 2003 a Münchenstein presso Basilea ed è stato concepito soprattutto come magazzino aperto, in grado di garantire condizioni ottimali a livello di spazio e di clima per la conservazione di opere d'arte contemporanea. La collezione della Fondazione Emanuel Hoffmann costituisce il fulcro dello spazio espositivo. Il progetto rappresenta una combinazione tra museo pubblico, magazzino artistico e istituto di ricerca artistica. Si rivolge a un pubblico specializzato, ma è accessibile a tutti per eventi speciali e per le esposizioni annuali.